# Anna Dzwonkowska
Anna Dzwonkowska (1813–1865)  - działaczka patriotyczna i kobieca.

## Życiorys
Córka ziemianina, właściciela majątku Nowy Dwór Stanisława (1779-1860) i Ludwiki z Czarnków (1881-1952). Miała dwie siostry: Stefanię (1820-1867) i Józefę Aleksandrę (1811-1853), żonę Erazma Dłużewskiego (1814-1856) oraz dwóch braci: Adama (1815-1885) i Władysława (1818-1880). Członkini grupy Entuzjastek skupionej wokół Narcyzy Żmichowskiej. oraz konspiracyjnej Organizacji kierowanej przez Edwarda  Domaszewskiego a następnie Henryka Krajewskiego.